# Withersdale Street
Withersdale Street – wieś w Anglii, w hrabstwie Suffolk. Leży 38 km na północ od miasta Ipswich i 140 km na północny wschód od Londynu.